# Burg Ampleben
Die Burg Ampleben, auch Schloss Ampleben, ist eine abgegangene Burg in dem Ortsteil Ampleben der Gemeinde Kneitlingen im Landkreis Wolfenbüttel in Niedersachsen.
Die Burg lag am südwestlichen Rand des Dorfes am Fuße des Elm. Auf der Burgstelle, bei der es sich um eine erhöhte Fläche von etwa 50 × 70 Meter handelt, steht heute ein Gutshaus. Nordwestlich davon hat sich ein etwa 30 Meter langer und 15 Meter breiter Teil eines Wassergrabens erhalten. Eine Flurkarte von 1765 zeigt die Burg als quadratische Fläche, die von Wassergräben begrenzt wird und auf der ein zweiflügliges Wohngebäude steht.
Die im 12. Jahrhundert erbaute Burg war Eigentum der Familie von Ampleben, deren Geschlecht erstmals 1195 bezeugt wurde und 1427 erlosch. 1305 wird die Burg erstmals urkundlich erwähnt und 1318 gab sie Herzog Otto als Lehen an Johannes von Ampleben. 1355 erwarb sie Herzog Magnus I.  und verpfändete sie 1360 an die Familie von Uetze. 
Nachdem Braunschweiger und Magdeburger Bürger die Burg 1425 als „Raubschloss“ wegen Straßenräubereien zerstört hatten, erwarb die Stadt Braunschweig das Eigentum 1426 durch einen Vergleich mit Herzog Bernhard I. Ein Wiederaufbau als Schloss erfolgte wahrscheinlich in der Mitte des 16. Jahrhunderts. Es war ein von einem Wassergraben umgebenes Quadrat, das Wirtschaftsgebäude im Norden und der Schlossbau aus zwei rechtwinkligen Flügeln bildeten. 
In den 1790er Jahren wurde das heute vorhandene Herrenhaus erbaut. 
Bekannt wurde die Burg Ampleben durch den Volkshelden Till Eulenspiegel, der um 1300 geboren und in der Schlosskapelle getauft worden sein soll. Taufpate soll der Raubritter Till von Uetze gewesen sein.